# Boulevard Saint-Charles
Le boulevard Saint-Charles est une artère de Montréal située dans l'Ouest-de-l'Île. 

## Situation et accès
D'orientation nord-sud et située dans l'ouest de l'île de Montréal, le boulevard traverse complètement l'île. Il commence au sud à l'intersection du chemin du Bord-du-Lac (boulevard Beaconsfield) et rapidement croise l'autoroute 20 à la sortie 48. Il croise ensuite l'autoroute 40 à la sortie 50. Il se rend enfin jusqu'aux boulevard de Pierrefonds et  boulevard Gouin au nord.

## Historique
Dès le début du XVIIIe siècle, cette appellation se rencontre dans les procès-verbaux des débuts de la colonisation du secteur. Ce tracé relie le lac Saint-Louis à la rivière des Prairies. Le boulevard sera désigné officiellement en 1961.

## Galerie

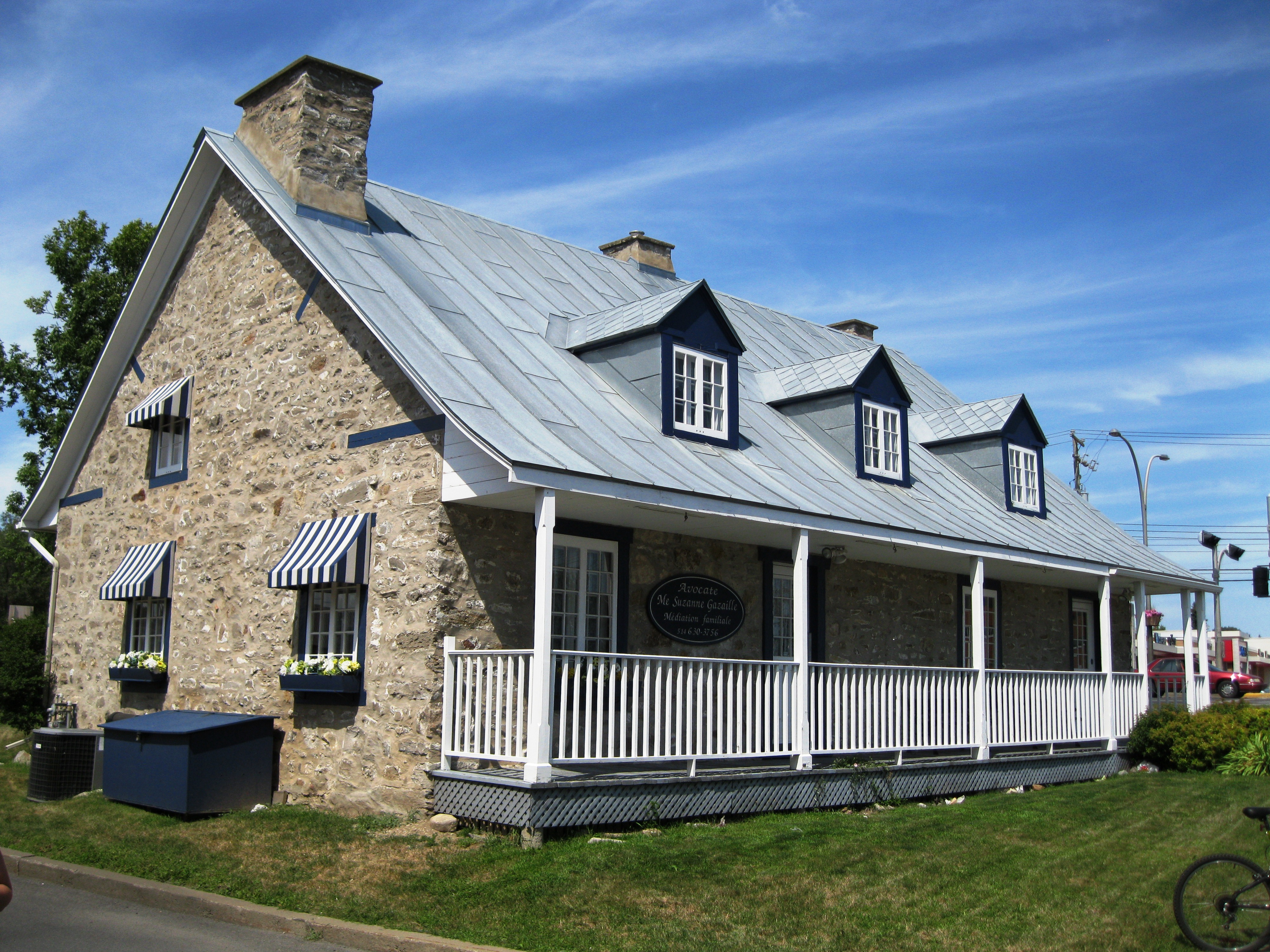
Maison Jean-Baptiste-Jamme-Dit-Carrière
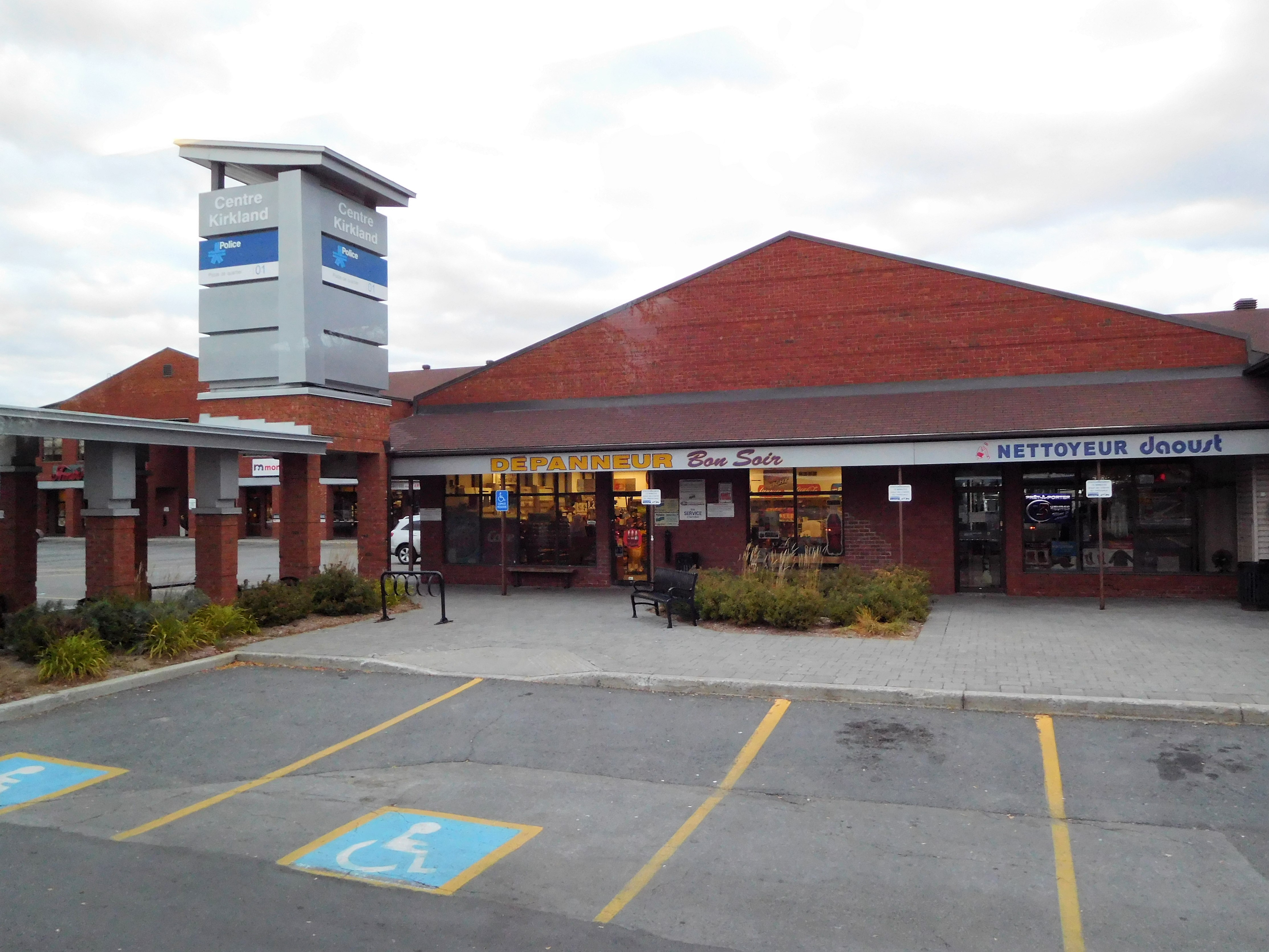
Le Centre Kirkland, situé sur le boulevard.